# Nick Wood
Pour les articles homonymes, voir Wood.

a Compétitions nationales et continentales officielles uniquement.

b Matchs officiels uniquement.
Dernière mise à jour le 24 février 2023.
Nick Wood, né le 9 janvier 1983 à Swindon (Angleterre), est un ancien joueur de rugby à XV, qui a effectué la totalité de sa carrière professionnelle avec le club de Gloucester au poste de pilier. 

## Biographie
Wood a rejoint l'académie de rugby de Gloucester en 2003 après un passage au Radley College, et est devenu rapidement un joueur essentiel de l'équipe première. Il a été sélectionné dans l'équipe d'Angleterre des moins de 21 ans. Pour pallier des blessures, il a été appelé en sélection nationale pour la tournée en Afrique du Sud en mai 2007, mais il s'est lui aussi blessé et n'a finalement pas pu participer à la tournée. La saison 2007-2008 a été sa plus réussie et il est devenu un jouer clé au sein de l'équipe de Gloucester.
Il met un terme à sa carrière de joueur en 2016, après treize saisons sous le maillot de Gloucester.
Il se reconvertit par la suite en arbitre, et officie pour la première fois au niveau professionnel en novembre 2021 à l'occasion d'un match de Coupe d'Angleterre.

## Carrière

### En club
- 2003-2016: Gloucester RFC/Gloucester Rugby

## Palmarès

### En club
- Vainqueur du Challenge européen : 2006